# 三牙山
三牙山位于中国广西壮族自治区百色市靖西市城区西三千米处，是一片由碳酸盐岩构成的岩溶山原地貌带。现已开发为当地的一个旅游景区。